# 崔熙真 (1979年)
崔熙真（韓語：최희진；1979年3月2日—）是一位韓國女演員。

## 演出作品

### 電視劇
- 2016年：JTBC《老婆這週要出牆》
- 2016年：SBS《藍色海洋的傳說》
- 2017年：KBS2《Drama Special—鄭長官的最後一周》
- 2018年：KBS2《Lovely Horribly》
- 2018年：tvN《Cross：跨界任務》飾演 看護科長
- 2018年：tvN《男朋友》
- 2019年：Netflix《屍戰朝鮮》飾演 德兒的母親
- 2019年：KBS2《監獄醫生》飾演 宣智慧(EP9,17,18)
- 2019年：JTBC《浪漫的體質》飾演 精神科醫生
- 2020年：tvN《雖然是精神病但沒關係》飾演 康泰&尚泰的母親
- 2020年：SBS《Alice》飾演 Alice醫生(EP9)
- 2020年：SBS《你喜歡布拉姆斯嗎》飾演 李斗梨(EP8,14)
- 2021年：Netflix《Move to Heaven：我是遺物整理師》飾演 護士長(EP10)
- 2021年：JTBC《人間失格》飾演 婦產科(EP9)
- 2021年：MBC《黑色太陽》飾演 NIS 海外情報局要員
- 2021年：JTBC《神探具景伊》飾演 孫智優精神科醫師
- 2021年：Coupang Play《某一天》飾演 法官(EP2)
- 2021年：Netflix《寧靜海》飾演 醫生
- 2022年：TVING《我只是還沒全力以赴》飾演 朴浩允的母親
- 2022年：Netflix《少年法庭》飾演 韓智媛(EP6)
- 2022年：JTBC《我的出走日記》飾演 銀行櫃員(EP1,7)
- 2022年：tvN《精神教練諸葛吉》飾演 崔汝貞
- 2022年：SBS《災後調查日誌》飾演 房姿瓊(EP9,10)[2]
- 2022年：Netflix《閃耀國度》飾演 安南熙
- 2023年：tvN《浪漫速成班》飾演 李英敏的母親
- 2023年：KBS2《婚禮大捷》飾演 趙氏夫人[3]
- 2023年：SBS《與惡魔有約》飾演 李妍書的母親(EP3,9)
- 2024年：SBS《財閥X刑警》飾演 徐有慶(EP7,8,15)
- 2024年：Netflix《無路可走：輪盤賭》飾演 徐延柱[4]
- 2024年：KBS2《Drama Special—史官議論》飾演 洪惠彬
- 2025年：SBS《我的完美秘書》飾演 朴素貞(EP2.12)
- 2025年：KBS2《我奪走了公爵的初夜》飾演 薛氏，李繁的母親(EP4)
- 2025年：Disney+《下流大盜》飾演 吳寬石的妻子

### 電影
- 2002年：《想要一份小小的告白嗎？》短篇 飾演 賢英
- 2005年：《親切的金子》飾演 囚犯
- 2006年：《賽柏格之戀》飾演 崔瑟琪
- 2008年：《胡蘿蔔小姐》飾演 女老師
- 2008年：《淺淺的睡眠》飾演 輔導員
- 2009年：《初次見面的人們》飾演 惠靜
- 2009年：《饑渴誘罪》飾演 護士
- 2009年：《飛吧，企鵝》
- 2009年：《景》飾演 金派克
- 2010年：《與女神同行》飾演 妻子
- 2010年：《談性不說愛（朝鲜语：쩨쩨한 로맨스）》飾演 銀行女職員
- 2011年：《與敵同寢》飾演 蔚山嬸
- 2011年：《委託人》飾演 血液研究員
- 2012年：《殺人告白》飾演 節目女記者
- 2014年：《揭密風暴》飾演 記者
- 2014年：《尚衣院》飾演 朴夫人
- 2015年：《聖母》飾演 酒吧老闆
- 2016年：《偉大的演員》飾演 安PD
- 2017年：《老么（朝鲜语：그래, 가족）》飾演 記者
- 2017年：《扮裝》飾演 安正美記者
- 2017年：《詩人的愛情》飾演 醫生
- 2018年：《鬼神拍檔》
- 2019年：《錢力遊戲》飾演 東明證劵監察組女監察
- 2019年：《82年生的金智英》飾演 英浩媽媽
- 2020年：《鋼鐵雨：深潛行動》飾演 幫傭
- 2020年：《好媽媽》短篇
- 2021年：《作家我就爛》飾演 文愛利[5]
- 2022年：《嬰兒轉運站》飾演 美淑
- 2022年：《因愛重生》飾演 敏熙
- 2022年：《紳探追緝令》飾演 護士
- 2023年：《陰影下的她》飾演 新任小組經理[6]
- 2023年：《愛情的考古學》飾演 熙媛
- 2023年：《絕海孤島》飾演 惠英
- 2023年：《我的血腥戀人》飾演 編輯師
- 2024年：《金派特攻隊》飾演 福祉職員
- 2024年：《對她說》飾演 世珍
- 2024年：《晨海的海鷗》飾演 高侑善
- 2025年：《燒酒戰爭》飾演 李恩珠法官

### 話劇
- 2020年：《Therapy／테라피》
- 2020年：《山嶽氣象觀測／산악기상관측》
- 2021年：《金伊樸上高中時，金伊樸上高中／김이박이 고등학교에 입학할 때 김이박이 고등학교에 입학한다》
- 2021年：《SUMMY／슈미》
- 2022年：《殘忍，溫柔／잔인하게, 부드럽게》
- 2023年：《Kyrie／키리에》
- 2023年：《NOSCE／노스체》
- 2023年：《當你的左手抓住我的左手和他的左手時／너의 왼손이 나의 왼손과 그의 왼손을 잡을 때》
- 2023年：《Kyrie／키리에》
- 2024年：《'創作共鳴:作家'-所有／'창작공감: 작가' - 모든》

## 外部連結
- 崔熙真在NAVER上的资料
- 崔熙真在Daum上的资料
- 崔熙真在韩国电影数据库（KMDb）上的資料（韓語）